# Françoise Hardy canta per voi in italiano
Albums de Françoise Hardy
Le Premier Bonheur du jour
(1963) Mon amie la rose
(1964)
Françoise Hardy canta per voi in italiano, est un album de Françoise Hardy où toutes les chansons sont chantées en italien, avec les textes traduits par Vito Pallavicini. Destiné au seul marché italien, il n’a jamais été édité en France. L’édition originale (sans titre) est parue en Italie, en septembre 1963, pour l'étiquette Disques Vogue en novembre de la même année il avait été distribué, cette fois avec le titre, par le label discographique Jolly.

## Mise en perspective de l'album
En 1962, motivée par le succès que rencontre Françoise Hardy sur le territoire français, la direction des disques Vogue entreprend de conquérir sans tarder le marché italien.
Dans un premier temps, les chansons en français y sont diffusées et l’accueil qu’elles rencontrent semble favorable à ce qu’elles soient adaptées en langue italienne.
Bénéficiant d’arrangements orchestraux plus élaborés, la réalisation de ses chansons adaptées en italien est tout autre que celle de son premier album en français.
En Italie, le LP a été produit à la suite du succès de la chanson Quelli della mia età (Tous les garçons et les filles), publié dans le single « Ci sto / Quelli della mia età » (J'suis d'accord / Tous les garçons et les filles). Le single, sorti en février 1963, au cours de l'été avait atteint la première position de la Hit Parade italienne. Aussi, dans la même année, un'autre single a également été publié L'età dell'amore/È all'amore che penso (Le temps de l'amour / C'est a l'amour auquel je pense)
La stratégie s'avère payante ; le charisme de la chanteuse aidant, le même phénomène se renouvelle ; Quelli della mia età (Tous les garçons et les filles) gagne, tout autant qu’en France, la faveur du public. Si bien qu’il atteindra sensiblement le même record de vente.
Après sa prestation du 23 mars, à Londres, pour défendre les couleurs de Monaco au Concours Eurovision 1963, avec la chanson L’Amour s’en va (classée 5e) ; sa traduction en L'amore va, sera à son tour un succès notable.
Ne dérogeant pas à la règle en cours dans les années soixante, où l’industrie discographique était axée en priorité sur la vente de 45 tours, un album paraît avec une majorité de chansons préalablement éditées sur microsillons de 4 et 2 titres.
L’album est composé des adaptations en italien de 10 chansons issues des deux premiers albums de la chanteuse. Ces adaptations ont été écrites par Vito Pallavicini :
– 8 chansons composées en français par Françoise Hardy :
- L'Amour s'en va = L'amore va
- Bien Longtemps = Per tanto tempo
- C'est à l'amour auquel je pense = È all'amore che penso
- Comme tant d'autres = Una ragazza come le altre
- J'suis d'accord = Ci sto
- Saurai-je ? = Vorrei capirti
- Ton meilleur ami = Il tuo migliore amico
- Tous les garçons et les filles = Quelli della mia età

– Une reprise d’une chanson française :
- Le Temps de l’amour = L'età dell'amore

– Une reprise d’une chanson américaine :
- Uh Oh = Oh oh Cheri

Les années suivantes, d’autres chansons seront occasionnellement adaptées dans cette langue. Éditées sur une dizaine de microsillons 45 tours 2 titres (SP), les firmes de disques qui se succèderont, les répartiront dans divers albums de compilations. 1970 sera l’année des ultimes enregistrements en langue italienne.

## Éditions originales
Italie, novembre 1963 : microsillon 33 tours/30 cm. Vogue (LPJ 5034).
- Deux pochettes : photographies (au recto et au verso), réalisées par Jean-Marie Périer.
  - Première pochette : Au recto, le portrait de la chanteuse est surmonté de son nom. Au verso, le second album français de la chanteuse est signalé en préparation avec la liste des titres prévus mais sans visuel de la pochette pochette. Seul l’orchestre d’Ezio Leoni est crédité au verso de la pochette et sur les étiquettes centrales du disque ; celui de Marcel Hendrix a été oublié.
  - Deuxième pochette : Un autre portrait de la chanteuse a été choisi pour le recto. Son nom n’apparaît pas mais son absence est palliée par un bandeau vert ceinturant la pochette, où est inscrit, FRANCOISE HARDY CANTA PER VOI IN ITALIANO. Au verso, l’image de la pochette du second album français est maintenant visible. Les orchestres et arrangements d’Ezio Leoni et de Marcel Hendrix sont maintenant crédités au verso de la pochette – Ezio Leoni est aussi signalé comme ayant assuré la supervision. Aucune correction n’a été apportée sur les étiquettes centrales du disque.

### Liste des chansons
L’ordre des titres figurant sur les étiquettes centrales du disque est en accord avec celui des chansons gravées sur le disque mais pas avec la liste inscrite au verso des pochettes.
Les 10 chansons qui composent le disque ont été enregistrées en monophonie. Françoise Hardy est accompagnées par les orchestres de Marcel Hendrix et d’Ezio Leoni.
| 1. | L'età dell'amore (Le Temps de l'amour)                  | Vito Pallavicini | Jacques Dutronc                | Ezio Leoni     | 2 min 44 s |
| 2. | Il tuo migliore amico (Ton meilleur ami)                | Vito Pallavicini | Roger Samyn et Françoise Hardy | Ezio Leoni     | 2 min 11 s |
| 3. | È all'amore che penso (C'est à l'amour auquel je pense) | Vito Pallavicini | Roger Samyn et Françoise Hardy | Ezio Leoni     | 2 min 32 s |
| 4. | Una ragazza come le altre (Comme tant d'autres)         | Vito Pallavicini | Françoise Hardy                | Marcel Hendrix | 2 min 27 s |
| 5. | Quelli della mia età (Tous les garçons et les filles)   | Vito Pallavicini | Roger Samyn et Françoise Hardy | Ezio Leoni     | 3 min 11 s |

| 1. | L'amore va (L'Amour s'en va)      | Vito Pallavicini | Françoise Hardy                | Ezio Leoni     | 2 min 39 s |
| 2. | Ci sto (J'suis d'accord)          | Vito Pallavicini | Roger Samyn et Françoise Hardy | Ezio Leoni     | 2 min 03 s |
| 3. | Per tanto tempo (Bien longtemps)  | Vito Pallavicini | Françoise Hardy                | Marcel Hendrix | 1 min 59 s |
| 4. | Oh oh chéri (Uh Oh)               | Vito Pallavicini | Bobby Lee Trammell             | Ezio Leoni     | 2 min 27 s |
| 5. | Io vorrei [capirti] (Saurai-je ?) | Vito Pallavicini | Françoise Hardy                | Marcel Hendrix | 2 min 03 s |

## Discographie liée à l’album
- SP (Single Playing) = Microsillon 45 tours 2 titres.
- EP (Extended Playing) = Microsillon 45 tours 4 titres ou super 45 tours.
- LP (Long Playing) = Microsillon 33 tours/30 cm.
- CD (Compact Disc) = Disque compact.

### Éditions originales italiennes de 45 tours
Nota bene : Auteurs et compositeurs sont crédités pour le titre ne figurant pas sur l’album.
- 1963 : EP Vogue (J 2045).

1. L'età dell'amore (Le Temps de l'amour)
2. È all'amore che penso (C'est à l'amour auquel je pense)
3. Quelli della mia età (Tous les garçons et les filles)
4. Ci sto (J'suis d'accord)

- 1963 : SP Vogue (J 35029).

1. Quelli della mia età (Tous les garçons et les filles)
2. Ci sto (J'suis d'accord)

- 1963 : SP Vogue (J 35035).

1. L'età dell'amore (Le Temps de l'amour)
2. È all'amore che penso (C'est à l'amour auquel je pense)

- 1964 : SP Vogue (J 35041).

1. L'amore va (L'Amour s'en va)
2. Il tuo migliore amico (Ton meilleur ami)

- 1964 : SP Vogue (J 35043).

1. Io [capirti] Vorrei (Saurai-je ?)
2. Il saluto del mattino (Le Premier Bonheur du jour), (Vito Pallavicini – Jean Renard)

### Rééditions italiennes de l’album
- Février 2013 : LP, Disques Vogue / Jolly (it) (LPJ 5034) - (8 004883 215317)[15].
  - Contrairement à l’édition originale de 1963, l’ordre des titres inscrits au verso de la pochette a été respecté sur les étiquettes centrales et pour la gravure du disque.

Les 10 chansons qui composent le disque ont été enregistrées en stéréophonie. Françoise Hardy est accompagnées par les orchestres de Marcel Hendrix et d’Ezio Leoni.
Liste des chansons :
| 1. | Il tuo migliore amico (Ton meilleur ami)                         | Vito Pallavicini | Roger Samyn et Françoise Hardy | Ezio Leoni     | 2 min 11 s |
| 2. | Io vorrei [capirti] (Saurai-je ?)                                | Vito Pallavicini | Françoise Hardy                | Marcel Hendrix | 2 min 03 s |
| 3. | Per tanto tempo (Bien longtemps)                                 | Vito Pallavicini | Françoise Hardy                | Marcel Hendrix | 1 min 59 s |
| 4. | L'amore va (L'Amour s'en va)                                     | Vito Pallavicini | Françoise Hardy                | Ezio Leoni     | 2 min 39 s |
| 5. | Una ragazza come le altre (Titre original : Comme tant d'autres) | Vito Pallavicini | Françoise Hardy                | Marcel Hendrix | 2 min 27 s |

| 1. | Quelli della mia età (Tous les garçons et les filles)   | Vito Pallavicini | Roger Samyn et Françoise Hardy | Ezio Leoni | 3 min 11 s |
| 2. | Ci sto (J'suis d'accord)                                | Vito Pallavicini | Roger Samyn et Françoise Hardy | Ezio Leoni | 2 min 03 s |
| 3. | È all'amore che penso (C'est à l'amour auquel je pense) | Vito Pallavicini | Roger Samyn et Françoise Hardy | Ezio Leoni | 2 min 32 s |
| 4. | L'età dell'amore (Le Temps de l'amour)                  | Vito Pallavicini | Jacques Dutronc                | Ezio Leoni | 2 min 44 s |
| 5. | Oh oh chéri (Uh Oh)                                     | Vito Pallavicini | Bobby Lee Trammell             | Ezio Leoni | 2 min 27 s |

### Rééditions européennes de l’album
- Union européenne, février 2014 : CD, Disques Vogue / Jolly (it) (CDJ 5034)[17]
  - Cette édition contient les 10 titres de l'album, dans l'ordre adopté par la réédition précédente + 12 titres édités seulement sur SP de 1963 à 1967.

Liste de ces 12 titres supplémentaires :
| No  | Titre                                                 | Paroles                                    | Musique           | Orchestre         | Durée      |
| --- | ----------------------------------------------------- | ------------------------------------------ | ----------------- | ----------------- | ---------- |
| 11. | Il saluto del mattino (Le Premier Bonheur du jour)    | Vito Pallavicini                           | Jean Renard       |                   | 2 min 20 s |
| 12. | La tua mano                                           | Vito Pallavicini                           | Ezio Leoni        |                   | 2 min 27 s |
| 13. | Vorrei essere lei (J'aurais voulu)                    | Vito Pallavicini                           | Françoise Hardy   |                   | 2 min 10 s |
| 14. | Devi ritornare (Only You Can Do It)                   | Vito Pallavicini                           | Charles Blackwell |                   | 2 min 50 s |
| 15. | La notte sulla città (La nuit est sur la ville)       | Vito Pallavicini                           | Françoise Hardy   |                   | 2 min 15 s |
| 16. | Parlami di te                                         | Vito Pallavicini                           | Edoardo Vianello  | Charles Blackwell | 2 min 52 s |
| 17. | Nel mondo intero (Dans le monde entier)               | Calimero                                   | Françoise Hardy   | Charles Blackwell | 2 min 33 s |
| 18. | Non svegliarmi mai (Don’t Come Any Closer)            | Vito Pallavicini                           | Charles Blackwell | Charles Blackwell | 3 min 02 s |
| 19. | Ci sono cose piu grandi (Il est des choses)           | Baghira - Sabato                           | Edoardo Vianello  | Charles Blackwell | 2 min 32 s |
| 20. | Gli altri (Voilà)                                     | Herbert Pagani                             | Françoise Hardy   |                   | 3 min 27 s |
| 21. | I sentimenti (Et même)                                | Vito Pallavicini                           | Françoise Hardy   |                   | 2 min 16 s |
| 22. | Il ragazzo della via Gluck (La Maison où j’ai grandi) | Luciano Beretta (it) – Miki Del Prete (it) | Adriano Celentano | Charles Blackwell | 3 min 35 s |

- Union européenne, Juin 2014 : LP, Audiophile Clear Vinyl/Doxy[34] (89397-02020-0)[35].
  - Cette édition contient les dix titres de l'album, dans l'ordre adopté par les rééditions précédentes.

- Union européenne, 24 novembre 2014 : LP (Picture-disc), Doxy[14] (DOP 3008).

### Reprises de chanson
Quelli della mia età (Tous les garçons et les filles)
- 1962, Catherine Spaak : SP, Ricordi (SRL 10-323).
- 1999, Gigliola Cinquetti : CD, Gigliola Cinquetti, il meglio, MR Music (4186).